# Katarina av Frankrike
Katarina av Frankrike, född 1428, död 1446, var en fransk prinsessa, gift 1440 med Burgunds tronföljare greve Karl av Charolais.
Hon beskrevs som intelligent, snäll och charmerande och blev omtyckt i Burgund. På grund av hennes ålder levde hon med sin svärmor snarare än sin make. Hennes hälsa skadades av ett ständigt resande hov i ett kallt klimat och hon avled barnlös i tuberkulos. 